# Барулин, Григорий Сильвестрович
Григорий Сильвестрович Барулин (1903, Санкт-Петербург—1990, Москва) — советский дипломат. Чрезвычайный и полномочный посланник 1 класса (1969)

## Биография
В 1928 окончил экономическое отделение Ленинградского политехнического института, в 1936 – Институт дипломатических работников НКИД СССР, в 1951 – Курсы повышения квалификации дипработников.
Владел немецким языком..

### Начальная биография
Родился в 1903 в г. Санкт-Петербург в рабочей семье. В 1917 поступил «мальчиком» (чернорабочим) в Правление производства минеральных масел. С эвакуацией Правления в Ярославль был уволен. Поступил чернорабочим в цветочный магазин. В 1918 стал учеником в столярной мастерской вагонного цеха 6-го участка Тяги Северо-Западной железной дороги. В 1918 стал комсомольцем, а в 1919 —  вступил в партию. В 1921 командирован на рабфак Ленинградского университета, где учился до поступления в Ленинградский политехнический институт на экономическое отделение. Общественная работа в годы институтской учёбы состояла главным образом в руководстве заводскими комсомольскими и партийными кружками.
В 1928 окончил институт и послан на работу в ленинградский финотдел, где работал до 1929. Тогда начал преподавать в вечерней совпартшколе Выборгского района В 1930 по собственному желанию уехал на работу на Северный Кавказ, сначала в г. Майкоп (окрисполком), а затем, с райнированием, в Апшеронский район.
По должности был председателем Райплана и районной учётной комиссии. Из общественно-выборной работы — кандидат Президиума РИКа и председатель Ревизмонной комиссии райкома партии.
В 1932 выдвинут на должность председателя облплана и заместителем председателя облисполкома Карачаевской автономной области (г. Микоян-Шахар). Из выборной работы — член Президиума ОБлИКа и кандидат в члены бюро обкома.
В 1933 выехал в Ростов-на-Дону, где работал заведующим учебной частью Ростовского финансово-экономического техникума до конца 1933, когда поступил в аспирантуру Высшего Педагогического Финансово-Экономического института в Ленинграде. Там прошёл партпроверку 1933 г. без замечаний. Уклонов от генеральной линии не имел. Закончил первый курс аспирантуры в ноябре 1934 и был утверждён ЦК ВКП(б) слушателем Института дипломатических и консульских работников при НКИД. Во время обучения «проявил себя выдержанным, дисциплинированным и активным слушателем; работал профоргом института и пропагандистом по истории ВКП(б)».

### На дипломатической работе
Дипинститут окончил в 1936 и был направлен в Германию в г. Кёнигсберг в качестве секретаря генконсульства СССР. В 1937 командировка закончилась. Её краткость объясняется высылкой немцами советского дипломата в качестве ответного мероприятия за высылку из СССР секретаря германского консульства в Новосибирске. В октябре 1937 вернулся из Германии в Советский Союз и до июля 1941 работал в Центральном аппарате сначала в Экономическом отделе в качестве референта, а затем в Центрально-Европейском отделе старшим референтом.

### В Великую Отечественную войну
В начале июля 1941 мобилизован на службу в РККА и направлен в качестве политрука спецгруппы на Северо-Западный фронт (Эстония). Позже был переведён в 4-ю Ленинградскую стрелковую дивизию народного ополчения, которая стояла под Ленинградом. В октябре 1941 при наступлении 86-й стрелковой дивизии под Невской Дубровкой политрук был тяжело ранен. До середины февраля 1942 лежал в госпитале в Ленинграде, а затем был эвакуирован в г. Пермь, где находился на излечении до мая 1942. Демобилизован 20.06.1942. Выбыл из эвакогоспиталя № 1394 01.03.1942.
- В июле 1942 был восстановлен и прибыл на работу в Народный комиссариат иностранных дел СССР. С августа

1942 — вице-консул генконсульства СССР в г. Пехлеви (Иран),
- C апреля 1943 —  вице-консул генконсульства в Маку (Иран). Именно в этот период (9 сентября 1943) Иран объявляет войну Германии.
- В 1944—1945 — генконсул СССР в г. Решт (Иран). Там 13 января 1944 родился сын Пётр, в честь появления на свет которого мать иранского шаха подарила советскому генконсулу роскошную вазу. Исторический предмет был передан в фонд обороны[1].
- В конце февраля вернулся в Москву,
- В марте направлен в Венгрию в качестве заместителя политсоветника СКК.

### После войны
Назначен советником посольства в Венгрии, где работал до сентября 1947. Во время работы в Венгрии был награждён орденом Трудового Красного Знамени и орденом «Знак Почёта», а также венгерским орденом Кошута.
Сотрудник  МИД СССР Г.С. Барулин подготовил Заключение по итоговому отчету СЧСК по Австрии за 1947 год, и направил его начальнику 3-го Европейского отдела МИД СССР А.А. Смирнову. [Апрель 1948 г.].
В 1947—1949 — первый секретарь III Европейского отдела МИД. С середины 1948 назначен председателем советской делегации в смешанной Советско-Венгерской пограничной комиссии по редемаркации советско-венгерской границы.
- С ноября 1949 по конец 1950 —  слушатель Курсов по повышению квалификации дипломатических работников МИДа.
- В 1950—1951 —  работа в Центре,
- С марта 1951 по начало 1956 — в посольстве СССР в Нидерландах.
- В 1956—1961 —  советник I Европейского отдела.
- В 1961—1964 —  консул СССР на Шпицбергене[1].

С марта 1965 —  в отставке.
Награждён орденом Отечественной войны 2 степени.
Умер в 1990 году в Москве.

## Награды
- Орден Отечественной войны II степени (1985)Наградной лист в электронном банке документов «Подвиг народа».</ref>
- Орден Трудового Красного Знамени
- Орден «Знак Почёта» ( 25.11.1947)[8]
- Орден «Знак Почёта»[9]
- Орден Дружбы народов
- Орден Красной Звезды (1.8.1979)[10]
- Медаль За оборону Ленинграда
- Медаль «В ознаменование 100-летия со дня рождения Владимира Ильича Ленина» (6 апреля 1970)
- Медаль «За победу над Германией в Великой Отечественной войне 1941—1945 гг.» (1945)[11]
- Медаль «За доблестный труд в Великой Отечественной войне 1941—1945 гг.»

- Юбилейная медаль «Двадцать лет Победы в Великой Отечественной войне 1941—1945 гг.» (7 мая 1965[12])
- Юбилейная медаль «Тридцать лет Победы в Великой Отечественной войне 1941—1945 гг.»[13]
- Медаль «Сорок лет Победы в Великой Отечественной войне 1941-1945 гг.»[14]
- Юбилейная медаль «50 лет Победы в Великой Отечественной войне 1941—1945 гг.»[15]

- Знак «Гвардия»
- Знак МО СССР «25 лет Победы в Великой Отечественной войне» (24 апреля 1970[16])

## Память
- Его имя увековечено в Главном Храме Вооружённых сил России, и навсегда запечатлено на мемориале «Дорога Памяти»[17].
- На могиле установлен надгробный памятник